# غيرسفلد
غرسفلد (رون) (بالألمانية: Gersfeld) هي بلدة، Luftkurort، location with spa، مدينة وبلدة ألمانية تقع في ألمانيا في فولدا.

## المدن التوأمة
مدينة Bellegarde هي مدينة توأمة لـغرسفلد (رون).